# Cerro Bravo
De Cerro Bravo is een vulkaan gelegen in het Colombiaanse departement Tolima, ongeveer 25 kilometer ten zuidoosten van de stad Manizales. De stratovulkaan is meer dan 4000 meter hoog, maar de exacte hoogte is onbekend. De Cerro Bravo bevindt zich ten noorden van de bekendere Nevado del Ruiz, maar is in tegenstelling tot laatstgenoemde niet met sneeuw bedekt.

## Geologie en activiteit
De berg is een relatief laag voornamelijk dacitisch lavakoepelcomplex, ontstaan in een Pleistocene caldera. Gedurende het Holoceen werd de top van de vulkaan veranderd door uitdijende lavakoepels en pyroclastische stromen. Hoewel er geen historische uitbarstingen bekend zijn, is door middel van stratigrafische analyse geconcludeerd dat de vulkaan voor het laatst tussen de uitbarstingen van 1595 en 1845 van de nabijgelegen Nevado del Ruiz tot uitbarsting moet zijn gekomen.

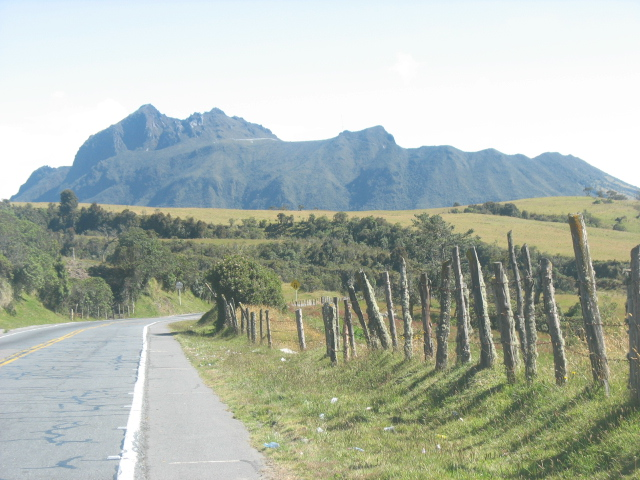
De Cerro Bravo gezien vanuit het westen